# Meizu
Meizu Technology Co., Ltd. (на китайски: 魅族科技有限公司) е китайски производител на смартфони и телекомуникационно оборудване, базиран в Джухай, Гуандун, Китай.
Основана е през 2003 г. като производител на mp3 плеъри, а по-късно и на mp4 плеъри. През 2008 година измества вниманието си от mp3 и mp4 плеъри към мобилни телефони с техния първи смартфон Meizu M8. Meizu попада в топ десетте производители на мобилни телефони в Китай със своите 8,9 милиона продадени устройства в първата половина на 2015 г.
Meizu разработва собствена операционна система – Flyme OS, която идва инсталирана на всички модели на производителя. Flyme OS е базирана на Android, с добавен собствен, оптимизиран графичен интерфейс.
През 2016 г. Meizu разработва технологията „3D Press“, което е алтернатива на „3D Touch“ от Apple.
През април 2016 г. е обявен Meizu Pro 6 – смартфон с изцяло метална конструкция, 3D Press, десетядрен MediaTek Helio X25 64-bit процесор, 4GB RAM, Flyme OS 5.5 и 21,16 MP 4K камера от Sony с двутонова кръгла светкавица, съставена от 10 LED светлини.
По-късно през същата година Meizu разширява M серията, пускайки смартфоните Meizu M3S, Meizu M3 Note, Meizu M3E и Meizu M3 Max. Последното устройство от серията MX е Meizu MX6, обявено през юли 2016 г.
На 22 април 2018 г. Meizu пуска на пазара серията Meizu 15, за да отбележи 15-ата годишнина на фирмата.
На 30 ноември 2023 г. Meizu обявява своето излизане на пазара за електромобили с DreamCar MX.
На 18 февруари 2024 г. Meizu съобщава, че е взето решение компанията да напусне традиционната индустрия за смартфони в опит да премине към фокусиране върху „Всичко в AI“ през следващите 3 години.